# Elástico
Elástico é um tipo de tecido com propriedades elásticas, i. e., retorna à sua forma – quase – original após ser deformado, esticado ou comprimido. Quase porque não é possível haver um material e condições ideais para que ele volte exatamente à forma original.
O elástico pode ser produzido através de um trançado de algodão ou outros fios têxteis juntamente com fios de borracha. Contudo, ainda pode ser fabricado a partir de fibras sintéticas com propriedades semelhantes àquelas dos elásticos à base de fios de borracha. As fibras sintéticas são chamadas de elastômeros e as melhores delas são mais resistentes que a borracha.
É possível encontrar o elástico em diversos objetos e integrados em tecidos também. O elástico pode perder sua principal propriedade com o tempo, dependendo do uso e desgaste. Pode também se romper se alongado com uma força além da sua capacidade de resistência, que varia de material para material, condições de conservação e temperatura.
A invenção do elástico foi patenteada na Inglaterra em 17 de março de 1845, por Stephen Perry

## O Fenômeno da Variação de Temperatura em Elásticos[1]
Os elásticos, por sua vez, apresentam características térmicas curiosas e intrigantes. Variando a sua temperatura, é possível observar contração e dilatação em sua estrutura. 
Quando esticamos um elástico de borracha, verificamos que a sua temperatura diminui. Já quando o aquecemos, é possível observar que a sua estrutura se contrai. 
Considerando os princípios da termodinâmica e do comportamento cinético dos gases, é possível estabelecer uma equação que descreva a variação de temperatura em elásticos de borracha. Vamos considerar a seguinte situação: 
Quando um elástico recebe um calor ΔQ, a energia interna varia de ΔU e um leve trabalho é realizado. O trabalho realizado pelo elástico de borracha será  –FΔL, ao invés de PΔV (característico de gases). “F” é a força no elástico e “L” é o seu comprimento. A força “F” é uma função da temperatura e do comprimento do elástico. Sendo assim, podemos fazer a seguinte dedução se substituirmos os dados do elástico de borracha na equação de variação da energia interna de um gás:
ΔU = ΔQ – PΔV =>  ΔU = ΔQ – ( -FΔL)  =>  ΔU = ΔQ + FΔL
Se compararmos a equação inicial ao resultado final, observamos que houve uma mera substituição de letras. Isso implica que a discussão sobre o ciclo de Carnot se aplica ao elástico de borracha. Portanto, o calor ΔQ necessário para modificar o comprimento de ΔL é dado pelo análogo da equação do “trabalho realizado por um gás”. Isso é demonstrado pela equação:
{\displaystyle \Delta Q=-T\left({\frac {\partial F}{\partial T}}\right){\begin{matrix}&\\L&\end{matrix}}\Delta L}
Essa equação nos informa que, se for mantido fixo o comprimento de um elástico de borracha e aquecermos o elástico, podemos calcular quanto a força irá aumentar em termos do calor necessário para manter a temperatura constante quando o elástico é esticado um pouquinho. 
Portanto, pode-se concluir que uma mesma equação se aplica tanto a um gás quanto a um elástico de borracha.

Curiosidade
Também relacionada aos fenômenos térmicos dos elásticos de borracha, outra intrigante situação torna-se evidente. Elásticos esquentam ao serem esticados se forem mantidos os dedos do observador, por exemplo, em uma secção fixa de sua estrutura. E, não obstante, ao retomar sua forma original, o elástico parece esfriar nos dedos de quem o segura. Faça o teste você mesmo! 
Isso foi melhor exemplificado por Richard Feynman no programa “Richard Feynman: Fun To Imagine” de 1983, da BBC. 

## Uso comum

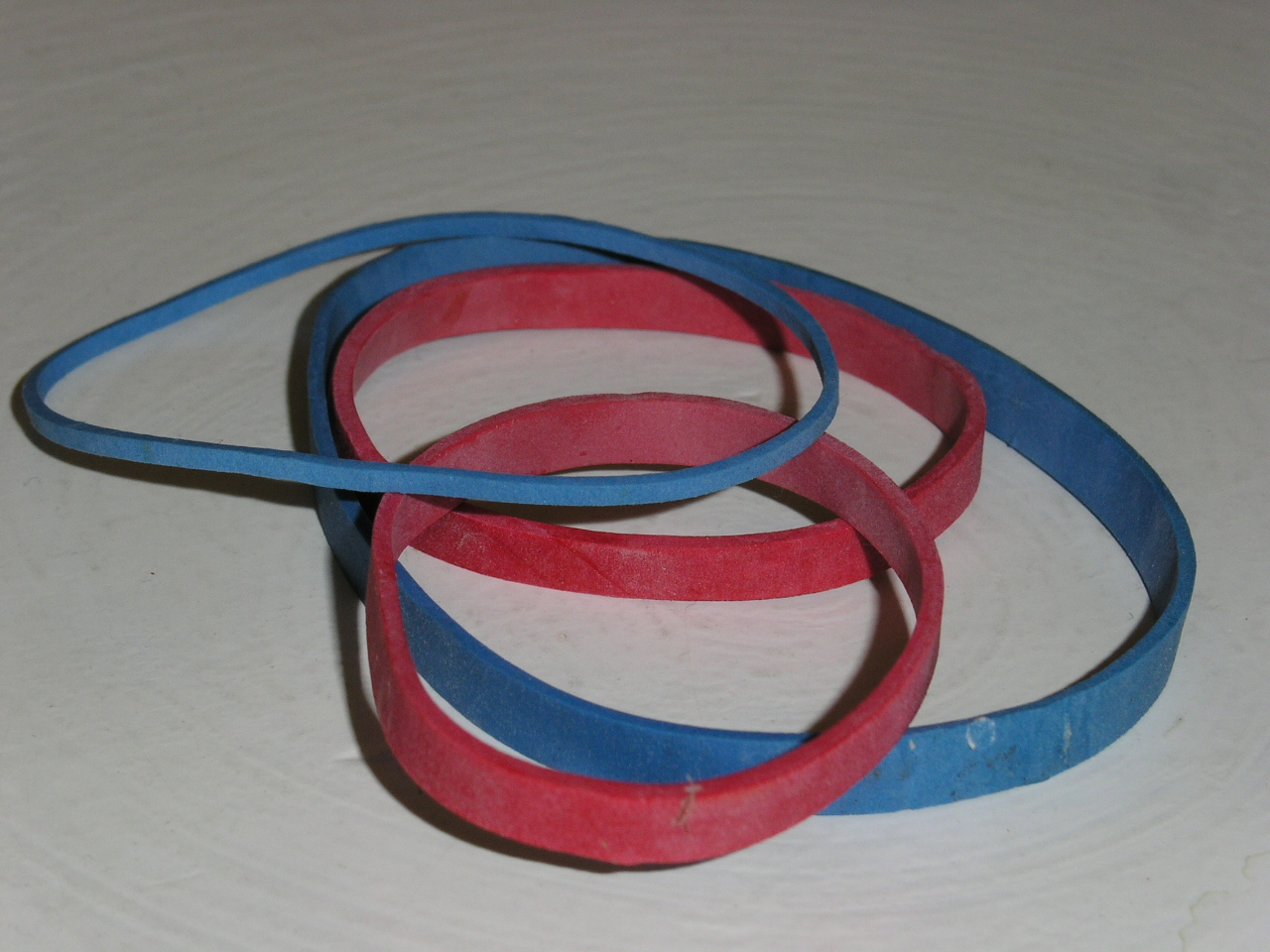
Elásticos para prender dinheiro, papéis etc.

No uso comum, elástico é um objeto utilizado em escritórios, sendo um material cúbico ou cilíndrico em circunferência, usado para prender dinheiro, papéis, potes, embalagens etc.  No Nordeste do Brasil é geralmente chamado de liga ou liguinha.